# 휴 도시
휴 맨슨 도시 (Hugh Manson Dorsey, 1871년 7월 10일 ~ 1948년 6월 11일)는 리오 프랭크의 사형 선고가 종신형으로 축소된 후 즉시 린치로 이끈 1913년 프랭크의 고발에서 기소 변호사로서 두드러졌던 미국의 변호사였다.  그는 또한 조지아주지사 (1917년-1921년)로서 두번이나 선출된 민주당의 정치인이자 애틀랜타에서 최고 법원 판사로서 10년 이상 동안 지낸 법학자였다.

## 초기 생애와 교육
휴 맨슨 도시는 1871년 7월 10일 조지아주 페이에트빌에서 루퍼스 T. 도시와 세라 마틸다 베넷에게 태어났다.  8세의 나이에 그는 가족과 함께 애틀랜타로 이주하였다.  그의 부친은 판사였고 애틀랜타로 이주한 후 판사 윌리엄 라이트와 함께 법률 사무소 라이트 앤드 도시를 형성하였다.  도시는 애틀랜타의 지방 학교들을 다녔다.  애틀랜타로 돌아오기 전에 그는 하트웰에서 1년간 학교를 다녔다.
1893년 도시는 인문사회 학사와 함께 조지아 대학교를 졸업하였다.  버지니아 대학교 법학 대학원에서 법학을 전공한 후 페이에트빌에서 법정으로 수용되었다.

## 개인 생활
1911년 6월 29일 도시는 발도스타의 아데어 윌킨슨에게 결혼하였다.  함께 부부는 2명의 아들 - 휴 맨슨 도시 2세와 제임스 윌킨슨 도시를 두었다.
도시의 누이 동생 세라는 재판과 후속의 항소들에서 리오 프랭크를 변호한 수석 변호사였던 검사 루서 로서의 아들 루서 2세에게 결혼하였다.

## 경력
1895년 도시는 애틀랜타에서 자신의 부친의 법률 사무소에 가입하였다.  아서 헤이먼과 더불어 파트너로 만들어지고 사무소는 도시, 브루스터, 하월 앤드 헤이먼이 되었다.  1909년 부친의 사후, 도시는 사무소의 대표가 되어 1916년 8월 파트너십으로부터 물러날 때까지 남아있었다.
부친과 몇년간 일한 후, 1910년 도시는 찰스 D. 힐의 사후 조지아주지사 조지프 M. 브라운에 의하여 연방순회항소법원의 검찰총장으로 임명되었다.  재건 시대 후에 남부에서 대부분 확고한 백인들이 그랬듯이 그는 민주당원이었다.  1913년 도시는 어린 공장 근로자 메리 페이건의 살해로 기소되었던 리오 프랭크의 재판에서 기소 변호사 (풀턴군 대법원의 검찰총장으로 지낸)였다.  강렬한 언론 보도 속 유죄 판결을 성취했던 도시는 유명해졌다.  브루클린 출신의 유대인 북부인 프랭크는 존 M. 슬레이턴 주지사가 그의 사형 선고를 종신형으로 감형한지 2달 후에 결국적으로 폭도에 의하여 린치를 당했다.
프랭크-페이건 사건에서 도시의 승리는 그의 정치적 인기로 공헌하였다.  1916년 8월 1일 그는 검찰총장으로서 사임을 하였다.  그는 1917년부터 1921년까지 조지아주지사로서 연속 2개의 2년 기간을 위하여 선출되었다.
아마도 도시의 주지사직의 가장 주목할 만한 순간은 1921년 4월 22일 그가 "조지아주에 있는 니그로에 관해서 주지사 휴 M. 도시로부터 성명서"로 제목이 붙은 연설을 했을 때 왔다.  그 일은 주지사로서 그의 최종 기간의 가까이 있었으며 그는 또한 백인 우월주의자의 음성의 시점에서 자신의 전 제휴인 톰 왓슨에게 미국 상원을 위한 경주를 방금 심하게 패하였다.  도시의 연설은 아프리카계 미국인들에 대한 조지아주 백인들에 의한 학대들 - 린치, 추방, 노예 같은 빚 갚기 위한 노역과 신체적 학대에 관한 기도문을 낭송하였다.  그는 "나에게 그것은 우리는 한 민족으로서 세상 앞에 기소된 것 같습니다."면서 "이러한 청구들이 계속 되어야 한다면 사람과 하나님이 콩고에서 잔악 행위로 벨기에와 레오폴 2세를 비난한 것보다 더욱 하나님과 사람이 둘다 정당하게 조지아주를 비난할 것입니다."라고 말했다.
이것들은 리오 프랭크 기소와 함께 그의 이름을 만들려고 한 훨씬 적은 짐크로 법의 남부에서 아무 백인 민주당 주지사로부터 놀라운 인정들이었다.  그의 이미 선출된 후임자 토머스 W. 하드윅은 그것을 "주에 악명 높은 중상모략"으로 불렀다.  역사가들은 북부 자본주의자들의 눈길에 조지아주의 지각력을 향상시키는 데 남부에서 북부로 흑인 대이동의 초기 단계를 늦추는 데 개혁을 위한 정직한 욕망으로부터 도시의 동기에 대해 토론하였다.
1926년 그는 애틀랜타에서 민사 부문의 판사로 임명되었다.  도시는 1935년부터 1948년 3월 4일까지 애틀랜타에서 대법원 판사를 지냈다.  그는 애틀랜타 연방순회항소법원에 근무하였다.

## 사망과 유산
1948년 6월 11일 도시는 애틀랜타의 한 병원에서 사망하였다.  그는 애틀랜타 웨스트뷰 묘지에 안장되었다.  그의 손자 재즈 도시는 작곡가, 작사가이자 극작가였다.
수십년의 세월 동안 리오 프랭크의 재판과 린치 (그의 사형 선고가 바뀐 후)의 드라마적인 이야기는 다양한 형태로 변형되었다.  그는 1964년 소설 〈용기에 프로필〉과 그가 배우 리처드 조던에 의하여 역이 맡아졌던 텔레비전 미니시리즈 《메리 페이건의 살해》, 그리고 헌던 래키에 의하여 원래 역이 맡아졌던 브로드웨이 뮤지컬《행렬》에 보였다.